# Oivanginjärvi
Oivanginjärvi är en sjö i Finland. Den ligger i kommunen Kuusamo i landskapet Norra Österbotten, i den nordöstra delen av landet, 700 km norr om huvudstaden Helsingfors. Oivanginjärvi ligger 259,9 meter över havet. Den är 11,4 meter djup. Arean är 3,38 kvadratkilometer och strandlinjen är 27,12 kilometer lång. Sjön  ingår i Kems huvudavrinningsområde. 